# Витроль, Эжен-Франсуа-Огюст д’Арнольд
Эжен-Франсуа-Огюст д’Арнольд, барон де Витроль (фр. Eugène François Auguste d'Arnauld, baron de Vitrolles, 11 августа 1774, Витроль, Королевство Франция — 1 августа 1854, Париж, Вторая империя) — французский политик и дипломат.

## Биография
Родился в семье советника провинциального парламента, окончил колледж.
В период Революции вместе с родителями отправился в эмиграцию; поступил на службу в Корпус принца Конде, принял участие в боевых действиях.
В 1799 году вернулся во Францию и поселился в родном Витроле. Там он стал мэром, затем генеральным советником департамента Верхние Альпы и, наконец, был назначен инспектором императорских овчарен. 15 июня 1812 года Наполеон пожаловал ему титул барона.
В 1813 году он сблизился с антинаполеоновскими роялистами и в феврале 1814 года, когда во Францию уже вторглись войска шестой коалиции, он посетил конгресс в Шатийон-сюр-Сен, на котором участники коалиции пытались в последний раз заключить мир с Наполеоном, чтобы отстаивать на нем интересы Бурбонов. На обратном пути его арестовали, но он сумел бежать и вернулся в Париж, который был уже оккупирован войсками коалиции.
12 апреля 1814 года он был назначен временным государственным секретарем, а затем был утвержден в этой должности королем Людовиком XVIII, став видным деятелем Реставрации.
Во время Ста дней он пытался поднять восстание против Наполеона на юге Франции, но 14 апреля 1815 года был арестован в Тулузе. Его содержали в Венсенском замке, затем в тюрьме Аббатства, а после поражения Наполеона при Ватерлоо освободили.
В августе 1815 года он был избран в Палату депутатов  от департамента Нижние Альпы как ультрароялист и одновременно был назначен государственным министром, что позволило ему войти в Тайный совет короля. Он опубликовал брошюру под названием «О министерстве при представительном правительстве».
После восшествия на престол Карла X в 1824 году он продолжил быть государственным министром, а в 1827 году был назначен послом Франции в Сардинском королевстве (в Турин), затем был послом в Великом герцогстве Тосканском (во Флоренции). В 1828 году ему было пожаловано звание фельдмаршала, и король сделал его пэром Франции.
Когда началась Июльская революция 1830 года, то он потребовал отмены ордонансов Сен-Клу, но это не спасло власть Карла X.
В 1832 году он поддержал попытку герцогини Беррийской свергнуть Июльскую монархию, за что был ненадолго арестован. Больше он в политической деятельности не участвовал.